# Ę̄
Ę̄ (minuscule : ę̄), appelé E macron ogonek, est une lettre latine utilisée dans l’écriture de plusieurs langues athapascanes : kaska, tagish, tutchone du Nord, tutchone du Sud.
Il s’agit de la lettre E diacritée d’un macron et d’un ogonek.

## Représentations informatiques
Le E macron ogonek peut être représenté avec les caractères Unicode suivants : 
- composé et normalisé NFC (latin étendu A, diacritiques) :

| formes    | représentations | chaînes de caractères | points de code | descriptions                                        |
| --------- | --------------- | --------------------- | -------------- | --------------------------------------------------- |
| capitale  | Ę̄               | Ę◌̄                    | U+0118 U+0304  | lettre majuscule latine e ogonek diacritique macron |
| minuscule | ę̄               | ę◌̄                    | U+0119 U+0304  | lettre minuscule latine e ogonek diacritique macron |

- décomposé et normalisé NFD (latin de base, diacritiques) :

| formes    | représentations | chaînes de caractères | points de code       | descriptions                                                    |
| --------- | --------------- | --------------------- | -------------------- | --------------------------------------------------------------- |
| capitale  | Ę̄               | E◌̨◌̄                   | U+0045 U+0328 U+0304 | lettre majuscule latine e diacritique ogonek diacritique macron |
| minuscule | ę̄               | e◌̨◌̄                   | U+0065 U+0328 U+0304 | lettre minuscule latine e diacritique ogonek diacritique macron |